# 硬毛贝绵蟹
硬毛贝绵蟹（学名：Dynomene hispida）为贝绵蟹科贝绵蟹属的动物。分布于日本、印度尼西亚（安汶）、新喀里多尼亚岛、所罗门群岛、夏威夷群岛、奎提维岛、毛里求斯、台湾岛以及中国大陆的西沙群岛（琛航岛）等地，生活环境为海水，常栖息于浅水岩缝及珊瑚礁丛中。
本物種在中國的模式種取自西沙琛航島，头胸甲长12.6毫米，宽15.5毫米。全身覆蓋着濃密的硬毛。

## 外部連結
- 維基物種上的相關：硬毛贝绵蟹